# Wilhelm Kreußler
Wilhelm Kreußler (* 1597; † 1673) war ein deutscher Fechtmeister und Reformator des akademischen Fechtwesens in Deutschland.

## Leben

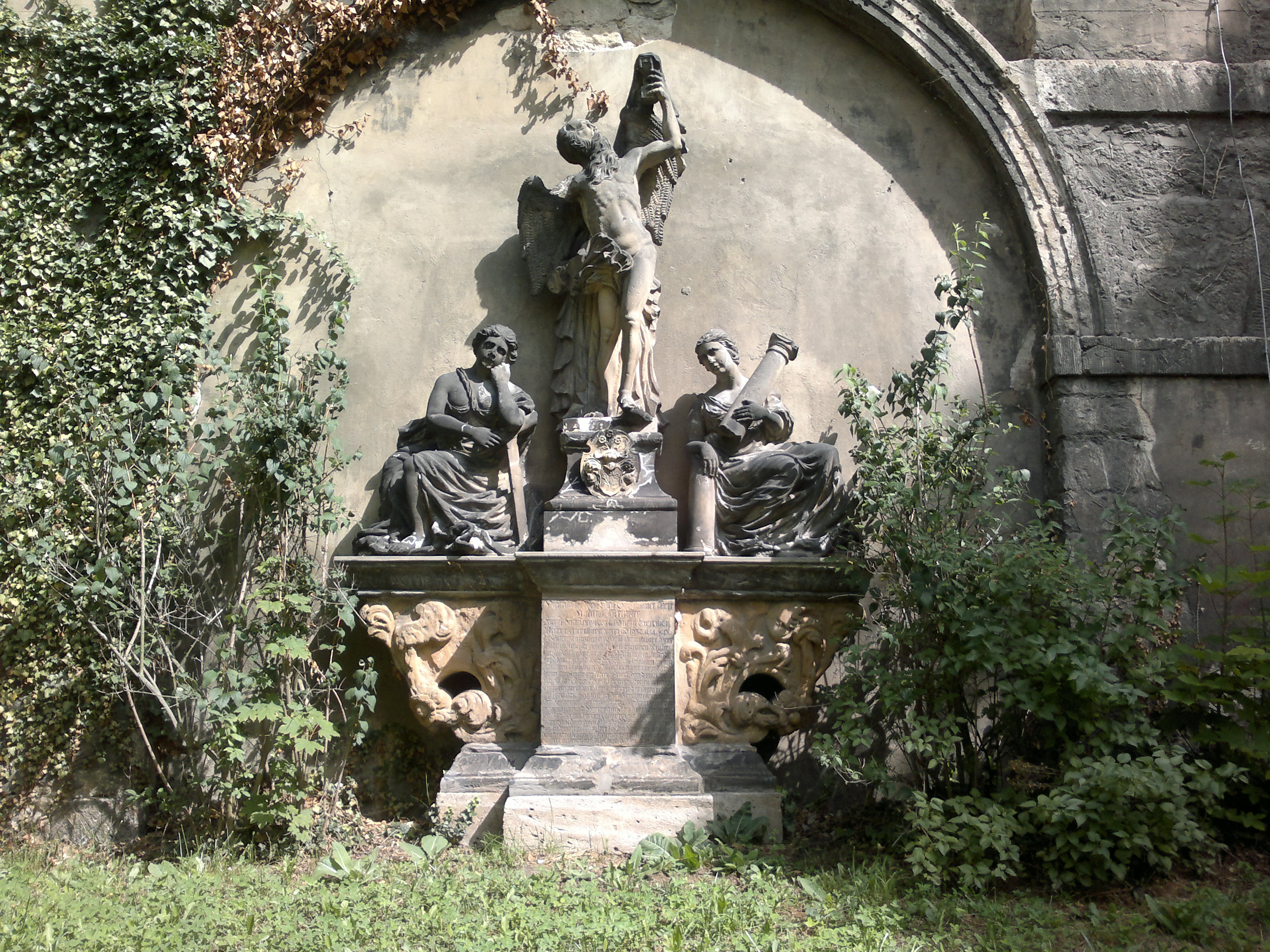
Grabmal der Familie Kreußler an der Südseite der Friedenskirche auf dem Johannisfriedhof in Jena

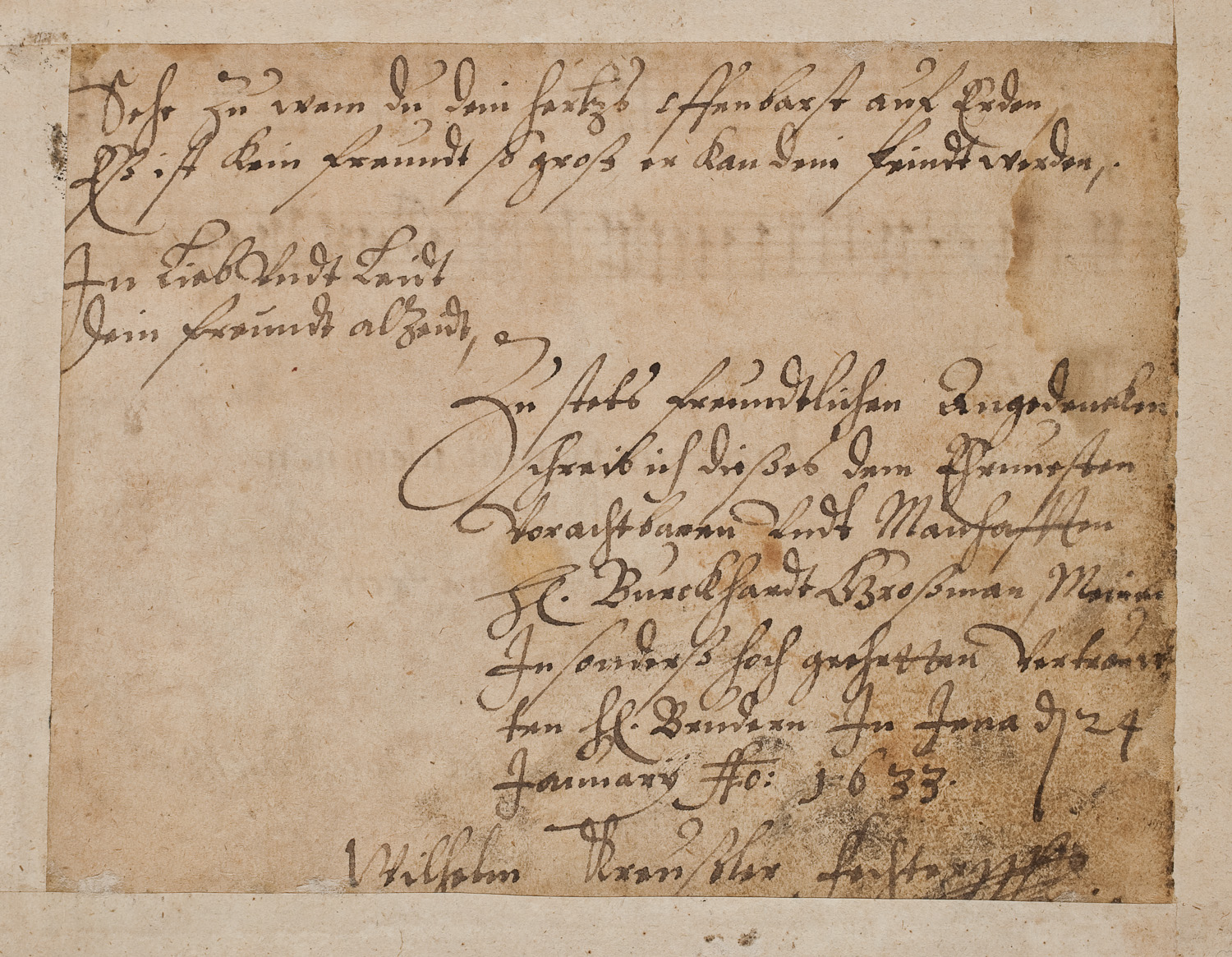
Stammbucheintrag Kreußlers 1633

Kreußler war Sohn eines Dorfschullehrers in Niederhadamar in Nassau. Er lernte ab 1618 in Frankfurt am Main bei den Marxbrüdern das Fechten und ließ sich 1620 als Fechtmeister in Jena nieder, wo er einen privaten Fechtboden unterhielt. 1669 wurde er mit zwei seiner Söhne zum privilegierten fürstlich sächsischen Fecht- und Exercitienmeister ernannt und begründete so die bis Anfang des 19. Jahrhunderts tätige Fechtmeisterdynastie. Kreußler brachte durch die Überführung des bisher gemischten Hieb- und Stoßfechtens zum reinen Stoßfechten die im Dreißigjährigen Krieg darniederliegende studentische Fechtkunst in ein neues System, das von seinen Nachkommen auf andere Universitätsstädte übertragen wurde. Zu den wesentlichen Elementen der Reform gehörte die Reduzierung des gekünstelten Zeremoniells der französischen Fechtschule auf einfache Bewegungen. Zur Parade ließ er nur noch die Klinge zu, nicht mehr, wie noch in Italien, einen Dolch oder die umwickelte linke Hand. Vermutlich entwickelte er auch den bisher bei Studenten verbreiteten Raufdegen zum Stoßrapier mit großem Stichblatt weiter.
Die Tradition der Jenaer Kreußler endete erst mit dem Urenkel Heinrich Wilhelm Kreußler (1690–1752).
Kreußlers Fechtmethode wurde in mehreren Lehrbüchern weitergegeben, unter anderem in Versuch über das Contrefechten auf die rechte und linke Hand; nach Kreüßlerischen Grundsätzen von Heinrich Friedrich Roux (Jena 1786), Karl Friedrich Bauers Anweisung zum Stoßfechten nach Kreußlerschen Grundsätzen (1834) und Kreußler’sche Stossfechtschule von F. A. W. L. Roux (1849).